# Список птахів Туркменістану
Це перелік видів птахів, зафіксованих на території Туркменістану. Авіфауна Туркменістану налічує загалом 437 видів.

## Позначки
Наступні теги використані для виділення деяких категорій птахів.
- (А) Випадковий — вид, який рідко або випадково трапляється в Туркменістані
- (Ex) Локально вимерлий — вид, який більше не трапляється в Туркменістані, хоча його популяції існують в інших місцях

## Гусеподібні(Anseriformes)
Родина: Качкові (Anatidae)
- Гуска сіра, Anser anser
- Гуска китайська, Anser cygnoides (A)
- Гуска білолоба, Anser albifrons
- Гуска мала, Anser erythropus
- Гуменник великий, Anser fabalis
- Казарка червоновола, Branta ruficollis
- Лебідь-шипун, Cygnus olor
- Лебідь чорнодзьобий, Cygnus columbianus
- Лебідь-кликун, Cygnus cygnus
- Огар рудий, Tadorna ferruginea
- Галагаз звичайний, Tadorna tadorna
- Чирянка-квоктун, Sibirionetta formosa (A)
- Чирянка велика, Spatula querquedula
- Широконіска північна, Spatula clypeata
- Нерозень, Mareca strepera
- Качка далекосхідна, Mareca falcata (A)
- Свищ євразійський, Mareca penelope
- Крижень звичайний, Anas platyrhynchos
- Шилохвіст північний, Anas acuta
- Чирянка мала, Anas crecca
- Чирянка вузькодзьоба, Marmaronetta angustirostris
- Чернь червонодзьоба, Netta rufina
- Попелюх звичайний, Aythya ferina
- Чернь білоока, Aythya nyroca
- Чернь чубата, Aythya fuligula
- Чернь морська, Aythya marila
- Турпан білокрилий, Melanitta fusca
- Турпан азійський, Melanitta stejnegeri
- Синьга, Melanitta nigra (A)
- Морянка, Clangula hyemalis
- Гоголь зеленоголовий, Bucephala clangula'
- Крех малий, Mergellus albellus
- Крех великий, Mergus merganser
- Крех середній, Mergus serrator
- Савка білоголова, Oxyura leucocephala (A)

## Куроподібні(Galliformes)
Родина: Фазанові (Phasianidae)
- Куріпка пустельна, Ammoperdix griseogularis
- Перепілка звичайна, Coturnix coturnix
- Кеклик кремовогорлий, Alectoris chukar
- Улар прикаспійський, Tetraogallus caspius
- Турач туркменський, Francolinus francolinus
- Фазан звичайний, Phasianus colchicus

## Фламінгоподібні(Phoenicopteriformes)
Родина: Фламінгові (Phoenicopteridae)
- Фламінго рожевий, Phoenicopterus roseus

## Пірникозоподібні(Podicipediformes)
Родина: Пірникозові (Podicipedidae)
- Пірникоза мала, Tachybaptus ruficollis
- Пірникоза червоношия, Podiceps auritus
- Пірникоза сірощока, Podiceps grisegena
- Пірникоза велика, Podiceps cristatus
- Пірникоза чорношия, Podiceps nigricollis

## Голубоподібні(Columbiformes)
Родина: Голубові (Columbidae)
- Голуб сизий, Columba livia
- Голуб скельний, Columba rupestris (A)
- Голуб білоспинний, Columba leuconota (A)
- Голуб-синяк, Columba oenas
- Голуб бурий, Columba eversmanni
- Припутень, Columba palumbus
- Горлиця звичайна, Streptopelia turtur
- Горлиця велика, Streptopelia orientalis
- Горлиця садова, Streptopelia decaocto
- Горлиця мала, Spilopelia senegalensis

## Рябкоподібні(Pterocliformes)
Родина: Рябкові (Pteroclidae)
- Саджа звичайна, Syrrhaptes paradoxus
- Рябок білочеревий, Pterocles alchata
- Рябок сенегальський, Pterocles senegallus (A)
- Рябок чорночеревий, Pterocles orientalis

## Дрохвоподібні(Otidiformes)
Родина: Дрохвові (Otididae)
- Дрохва євразійська, Otis tarda
- Джек східний, Chlamydotis macqueenii
- Хохітва, Tetrax tetrax

## Зозулеподібні(Cuculiformes)
Родина: Зозулеві (Cuculidae)
- Зозуля чубата, Clamator glandarius (A)
- Eudynamys scolopaceus (A)
- Зозуля мала, Cuculus poliocephalus (A)
- Зозуля звичайна, Cuculus canorus
- Зозуля сибірська, Cuculus optatus

## Дрімлюгоподібні(Caprimulgiformes)
Родина: Дрімлюгові (Caprimulgidae)
- Дрімлюга звичайний, Caprimulgus europaeus
- Дрімлюга буланий, Caprimulgus aegyptius

## Серпокрильцеподібні(Apodiformes)
Родина: Серпокрильцеві (Apodidae)
- Серпокрилець білочеревий, Apus melba
- Серпокрилець чорний, Apus apus
- Серпокрилець малий, Apus affinis (A)

## Журавлеподібні(Gruiformes)
Родина: Пастушкові (Rallidae)
- Пастушок водяний, Rallus aquaticus
- Деркач лучний, Crex crex
- Погонич звичайний, Porzana porzana
- Курочка водяна, Gallinula chloropus
- Лиска звичайна, Fulica atra
- Султанка сіроголова, Porphyrio poliocephalus
- Погонич малий, Zapornia parva
- Погонич-крихітка, Zapornia pusilla

Родина: Журавлеві (Gruidae)
- Журавель степовий, Anthropoides virgo
- Журавель білий, Leucogeranus leucogeranus (A)
- Журавель сірий, Grus grus

## Сивкоподібні(Charadriiformes)
Родина: Лежневі (Burhinidae)
- Лежень степовий, Burhinus oedicnemus

Родина: Чоботарові (Recurvirostridae)
- Кулик-довгоніг чорнокрилий, Himantopus himantopus
- Чоботар синьоногий, Recurvirostra avosetta

Родина: Серподзьобові (Ibidorhynchidae)
- Серподзьоб, Ibidorhyncha struthersii (A)

Родина: Куликосорокові (Haematopodidae)
- Кулик-сорока євразійський, Haematopus ostralegus

Родина: Сивкові (Charadriidae)
- Сивка морська, Pluvialis squatarola
- Сивка звичайна, Pluvialis apricaria
- Сивка бурокрила, Pluvialis fulva (A)
- Чайка чубата, Vanellus vanellus
- Чайка індійська, Vanellus indicus
- Чайка степова, Vanellus gregarius
- Чайка білохвоста, Vanellus leucurus (A)
- Пісочник монгольський, Charadrius mongolus (A)
- Пісочник товстодзьобий, Charadrius leschenaultii
- Пісочник каспійський, Charadrius asiaticus
- Пісочник морський, Charadrius alexandrinus
- Пісочник великий, Charadrius hiaticula
- Пісочник малий, Charadrius dubius
- Хрустан євразійський, Charadrius morinellus

Родина: Баранцеві (Scolopacidae)
- Кульон середній, Numenius phaeopus
- Кульон тонкодзьобий, Numenius tenuirostris (A)
- Кульон великий, Numenius arquata
- Грицик малий, Limosa lapponica
- Грицик великий, Limosa limosa
- Крем'яшник звичайний, Arenaria interpres
- Побережник ісландський, Calidris canutus (A)
- Брижач, Calidris pugnax
- Побережник болотяний, Calidris falcinellus
- Побережник червоногрудий, Calidris ferruginea
- Побережник білохвостий, Calidris temminckii
- Побережник білий, Calidris alba
- Побережник чорногрудий, Calidris alpina
- Побережник морський, Calidris maritima (A)
- Побережник малий, Calidris minuta
- Побережник арктичний, Calidris melanotos (A)
- Баранець малий, Lymnocryptes minimus
- Слуква лісова, Scolopax rusticola
- Баранець-самітник, Gallinago solitaria
- Баранець великий, Gallinago media
- Баранець звичайний, Gallinago gallinago
- Мородунка, Xenus cinereus
- Плавунець круглодзьобий, Phalaropus lobatus
- Плавунець плоскодзьобий, Phalaropus fulicarius (A)
- Набережник палеарктичний, Actitis hypoleucos
- Коловодник лісовий, Tringa ochropus
- Коловодник чорний, Tringa erythropus
- Коловодник великий, Tringa nebularia
- Коловодник ставковий, Tringa stagnatilis
- Коловодник болотяний, Tringa glareola
- Коловодник звичайний, Tringa totanus

Родина: Дерихвостові (Glareolidae)
- Бігунець пустельний, Cursorius cursor
- Дерихвіст лучний, Glareola pratincola
- Дерихвіст степовий, Glareola nordmanni

Родина: Поморникові (Stercorariidae)
- Поморник середній, Stercorarius pomarinus (A)
- Поморник короткохвостий, Stercorarius parasiticus
- Поморник довгохвостий, Stercorarius longicaudus (A)

Родина: Мартинові (Laridae)
- Мартин тонкодзьобий, Chroicocephalus genei
- Мартин звичайний, Chroicocephalus ridibundus
- Мартин малий, Hydrocoloeus minutus
- Мартин рожевий, Rhodostethia rosea (A)
- Мартин середземноморський, Ichthyaetus melanocephalus (A)
- Мартин каспійський, Ichthyaetus ichthyaetus
- Мартин сизий, Larus canus
- Мартин жовтоногий, Larus cachinnans
- Мартин чорнокрилий, Larus fuscus (A)
- Мартин полярний, Larus hyperboreus (A)
- Крячок малий, Sternula albifrons
- Крячок чорнодзьобий, Gelochelidon nilotica
- Крячок каспійський, Hydroprogne caspia
- Крячок чорний, Chlidonias niger
- Крячок білокрилий, Chlidonias leucopterus
- Крячок білощокий, Chlidonias hybrida
- Крячок річковий, Sterna hirundo
- Крячок рябодзьобий, Thalasseus sandvicensis

## Гагароподібні(Gaviiformes)
Родина: Гагарові (Gaviidae)
- Гагара червоношия, Gavia stellata
- Гагара чорношия, Gavia arctica

## Лелекоподібні(Ciconiiformes)
Родина: Лелекові (Ciconiidae)
- Лелека чорний, Ciconia nigra
- Лелека білий, Ciconia ciconia

## Сулоподібні(Suliformes)
Родина: Бакланові (Phalacrocoracidae)
- Баклан малий, Microcarbo pygmaeus
- Баклан великий, Phalacrocorax carbo

## Пеліканоподібні(Pelecaniformes)
Родина: Пеліканові (Pelecanidae)
- Пелікан рожевий, Pelecanus onocrotalus
- Пелікан кучерявий, Pelecanus crispus

Родина: Чаплеві (Ardeidae)
- Бугай водяний, Botaurus stellaris
- Бугайчик звичайний, Ixobrychus minutus
- Чапля сіра, Ardea cinerea
- Чапля руда, Ardea purpurea
- Чепура велика, Ardea alba
- Чепура мала, Egretta garzetta
- Чапля єгипетська, Bubulcus ibis
- Чапля жовта, Ardeola ralloides
- Квак звичайний, Nycticorax nycticorax

Родина: Ібісові (Threskiornithidae)
- Коровайка бура, Plegadis falcinellus
- Косар білий, Platalea leucorodia

## Яструбоподібні(Accipitriformes)
Родина: Скопові (Pandionidae)
- Скопа, Pandion haliaetus

Родина: Яструбові (Accipitridae)
- Ягнятник, Gypaetus barbatus (A)
- Стерв'ятник, Neophron percnopterus
- Осоїд євразійський, Pernis apivorus (A)
- Гриф чорний, Aegypius monachus
- Кумай, Gyps himalayensis (A)
- Сип білоголовий, Gyps fulvus
- Змієїд блакитноногий, Circaetus gallicus
- Підорлик великий, Clanga clanga
- Орел-карлик, Hieraaetus pennatus
- Орел степовий, Aquila nipalensis
- Могильник східний, Aquila heliaca
- Беркут, Aquila chrysaetos
- Орел-карлик яструбиний, Aquila fasciata
- Лунь очеретяний, Circus aeruginosus
- Лунь польовий, Circus cyaneus
- Лунь степовий, Circus macrourus
- Лунь лучний, Circus pygargus
- Яструб туркестанський, Accipiter badius
- Яструб коротконогий, Accipiter brevipes (A)
- Яструб малий, Accipiter nisus
- Яструб великий, Accipiter gentilis
- Шуліка чорний, Milvus migrans
- Орлан-білохвіст, Haliaeetus albicilla
- Орлан-довгохвіст, Haliaeetus leucoryphus
- Зимняк, Buteo lagopus
- Канюк звичайний, Buteo buteo
- Buteo refectus (A)
- Канюк степовий, Buteo rufinus

## Совоподібні(Strigiformes)
Родина: Сипухові (Tytonidae)
- Сипуха крапчаста, Tyto alba (A)

Родина: Совові (Strigidae)
- Сплюшка євразійська, Otus scops
- Сплюшка булана, Otus brucei
- Пугач палеарктичний, Bubo bubo
- Сова біла, Bubo scandiacus (A)
- Сич хатній, Athene noctua
- Сова сіра, Strix aluco
- Сова вухата, Asio otus
- Сова болотяна, Asio flammeus

## Bucerotiformes
Родина: Одудові (Upupidae)
- Одуд, Upupa epops

## Сиворакшоподібні(Coraciiformes)
Родина: Рибалочкові (Alcedinidae)
- Рибалочка блакитний, Alcedo atthis

Родина: Бджолоїдкові (Meropidae)
- Бджолоїдка зелена, Merops persicus
- Бджолоїдка звичайна, Merops apiaster

Родина: Сиворакшові (Coraciidae)
- Сиворакша євразійська, Coracias garrulus

## Дятлоподібні(Piciformes)
Родина: Дятлові (Picidae)
- Крутиголовка звичайна, Jynx torquilla
- Дятел звичайний, Dendrocopos major (Ex)
- Дятел білокрилий, Dendrocopos leucopterus
- Picus squamatus
- Жовна зелена, Picus viridis (Ex)

## Соколоподібні(Falconiformes)
Родина: Соколові (Falconidae)
- Боривітер степовий, Falco naumanni
- Боривітер звичайний, Falco tinnunculus
- Кібчик червононогий, Falco vespertinus (A)
- Підсоколик малий, Falco columbarius
- Підсоколик великий, Falco subbuteo
- Кречет, Falco jugger (A)
- Балабан, Falco cherrug
- Сапсан, Falco peregrinus

## Папугоподібні(Psittaciformes)
Родина: Psittaculidae
- Папуга Крамера, Psittacula krameri (A)

## Горобцеподібні(Passeriformes)
Родина: Вивільгові (Oriolidae)
- Вивільга звичайна, Oriolus oriolus
- Вивільга індійська, Oriolus kundoo

Родина: Монархові (Monarchidae)
- Монарх-довгохвіст азійський, Terpsiphone paradisi

Родина: Сорокопудові (Laniidae)
- Сорокопуд терновий, Lanius collurio
- Lanius phoenicuroides
- Сорокопуд рудохвостий, Lanius isabellinus
- Сорокопуд сибірський, Lanius cristatus (A)
- Сорокопуд індійський, Lanius vittatus
- Сорокопуд довгохвостий, Lanius schach
- Сорокопуд сірий, Lanius excubitor
- Сорокопуд чорнолобий, Lanius minor
- Сорокопуд білолобий, Lanius nubicus
- Сорокопуд червоноголовий, Lanius senator (A)

Родина: Воронові (Corvidae)
- Сорока звичайна, Pica pica
- Джиджітка пустельна, Podoces panderi
- Клушиця, Pyrrhocorax pyrrhocorax
- Галка альпійська, Pyrrhocorax graculus (A)
- Галка звичайна, Corvus monedula
- Галка даурська, Corvus dauuricus (A)
- Грак, Corvus frugilegus
- Ворона чорна, Corvus corone
- Ворона сіра, Corvus cornix
- Крук пустельний, Corvus ruficollis
- Крук звичайний, Corvus corax

Родина: Синицеві (Paridae)
- Синиця чорна, Periparus ater
- Синиця афганська, Periparus rufonuchalis
- Синиця блакитна, Cyanistes caeruleus
- Синиця біла, Cyanistes cyanus
- Синиця велика, Parus major
- Синиця південноазійська, Parus cinereus

Родина: Ремезові (Remizidae)
- Ремез звичайний, Remiz pendulinus
- Ремез чорноголовий, Remiz macronyx
- Ремез азійський, Remiz coronatus

Родина: Жайворонкові (Alaudidae)
- Жайворонок пустельний, Ammomanes deserti (A)
- Жайворонок рогатий, Eremophila alpestris
- Жайворонок малий, Calandrella brachydactyla
- Жайворонок тонкодзьобий, Calandrella acutirostris
- Жайворонок двоплямистий, Melanocorypha bimaculata
- Жайворонок степовий, Melanocorypha calandra
- Жайворонок чорний, Melanocorypha yeltoniensis (A)
- Жайворонок солончаковий, Alaudala cheleensis
- Alaudala heinei
- Жайворонок лісовий, Lullula arborea
- Жайворонок білокрилий, Alauda leucoptera
- Жайворонок польовий, Alauda arvensis
- Жайворонок індійський, Alauda gulgula
- Посмітюха звичайна, Galerida cristata

Родина: Panuridae
- Синиця вусата, Panurus biarmicus

Родина: Очеретянкові (Acrocephalidae)
- Берестянка мала, Iduna caligata
- Берестянка південна, Iduna rama
- Берестянка бліда, Iduna pallida
- Берестянка пустельна, Hippolais languida
- Берестянка оливкова, Hippolais olivetorum (A)
- Берестянка звичайна, Hippolais icterina
- Очеретянка тонкодзьоба, Acrocephalus melanopogon
- Очеретянка лучна, Acrocephalus schoenobaenus
- Очеретянка індійська, Acrocephalus agricola
- Очеретянка садова, Acrocephalus dumetorum
- Очеретянка чагарникова, Acrocephalus palustris
- Очеретянка ставкова, Acrocephalus scirpaceus
- Очеретянка велика, Acrocephalus arundinaceus
- Очеретянка південна, Acrocephalus stentoreus

Родина: Кобилочкові (Locustellidae)
- Кобилочка річкова, Locustella fluviatilis
- Кобилочка солов'їна, Locustella luscinioides
- Кобилочка-цвіркун, Locustella naevia

Родина: Ластівкові (Hirundinidae)
- Ластівка берегова, Riparia riparia
- Ластівка бліда, Riparia diluta
- Ластівка скельна, Ptyonoprogne rupestris
- Ластівка сільська, Hirundo rustica
- Ластівка ниткохвоста, Hirundo smithii
- Ластівка даурська, Cecropis daurica
- Ластівка міська, Delichon urbicum

Родина: Бюльбюлеві (Pycnonotidae)
- Бюльбюль білощокий, Pycnonotus leucogenys

Родина: Вівчарикові (Phylloscopidae)
- Вівчарик лісовий, Phylloscopus inornatus (A)
- Вівчарик алтайський, Phylloscopus humei
- Вівчарик золотомушковий, Phylloscopus proregulus (A)
- Вівчарик індійський, Phylloscopus griseolus
- Вівчарик іранський, Phylloscopus neglectus
- Вівчарик весняний, Phylloscopus trochilus
- Вівчарик-ковалик, Phylloscopus collybita
- Вівчарик жовточеревий, Phylloscopus nitidus (A)
- Вівчарик зелений, Phylloscopus trochiloides

Родина: Вертункові (Scotocercidae)
- Вертунка, Scotocerca inquieta

Родина: Cettiidae
- Очеретянка середземноморська, Cettia cetti

Родина: Ополовникові (Aegithalidae)
- Синиця довгохвоста, Aegithalos caudatus

Родина: Кропив'янкові (Sylviidae)
- Кропив'янка чорноголова, Sylvia atricapilla
- Кропив'янка садова, Sylvia borin
- Кропив'янка пустельна, Curruca nana
- Кропив'янка рябогруда, Curruca nisoria
- Кропив'янка прудка, Curruca curruca
- Кропив'янка товстодзьоба, Curruca crassirostris
- Кропив'янка біловуса, Curruca mystacea
- Кропив'янка сіра, Curruca communis

Родина: Leiothrichidae
- Чагарниця темноброва, Trochalopteron lineatum

Родина: Золотомушкові (Regulidae)
- Золотомушка жовточуба, Regulus regulus

Родина: Стінолазові (Tichodromidae)
- Стінолаз, Tichodroma muraria

Родина: Повзикові (Sittidae)
- Повзик великий, Sitta tephronota

Родина: Підкоришникові (Certhiidae)
- Підкоришник гімалайський, Certhia himalayana

Родина: Воловоочкові (Troglodytidae)
- Волове очко, Troglodytes troglodytes

Родина: Пронуркові (Cinclidae)
- Пронурок біловолий, Cinclus cinclus (A)

Родина: Шпакові (Sturnidae)
- Шпак звичайний, Sturnus vulgaris
- Шпак рожевий, Pastor roseus
- Шпачок брамінський, Sturnia pagodarum (A)
- Майна індійська, Acridotheres tristis

Родина: Дроздові (Turdidae)
- Дрізд-омелюх, Turdus viscivorus
- Дрізд співочий, Turdus philomelos
- Дрізд білобровий, Turdus iliacus
- Дрізд чорний, Turdus merula
- Чикотень, Turdus pilaris
- Дрізд гірський, Turdus torquatus
- Дрізд чорноволий, Turdus atrogularis
- Дрізд рудоволий, Turdus ruficollis (A)

Родина: Мухоловкові (Muscicapidae)
- Мухоловка сіра, Muscicapa striata
- Соловейко рудохвостий, Cercotrichas galactotes
- Вільшанка, Erithacus rubecula
- Соловейко білогорлий, Irania gutturalis
- Соловейко східний, Luscinia luscinia
- Соловейко західний, Luscinia megarhynchos
- Синьошийка, Luscinia svecica
- Аренга велика, Myophonus caeruleus
- Мухоловка рудохвоста, Ficedula ruficauda
- Мухоловка мала, Ficedula parva
- Мухоловка кавказька, Ficedula semitorquata (A)
- Мухоловка строката, Ficedula hypoleuca
- Мухоловка білошия, Ficedula albicollis
- Горихвістка рудоспинна, Phoenicurus erythronotus
- Горихвістка звичайна, Phoenicurus phoenicurus
- Горихвістка чорна, Phoenicurus ochruros
- Скеляр строкатий, Monticola saxatilis
- Скеляр синій, Monticola solitarius
- Трав'янка лучна, Saxicola rubetra
- Saxicola maurus
- Трав'янка чорна, Saxicola caprata
- Кам'янка звичайна, Oenanthe oenanthe
- Кам'янка попеляста, Oenanthe isabellina
- Кам'янка пустельна, Oenanthe deserti
- Кам'янка лиса, Oenanthe pleschanka
- Кам'янка строката, Oenanthe melanoleuca
- Oenanthe picata
- Oenanthe finschii
- Oenanthe chrysopygia

Родина: Омелюхові (Bombycillidae)
- Омелюх звичайний, Bombycilla garrulus

Родина: Омельгушкові (Hypocoliidae)
- Омельгушка, Hypocolius ampelinus

Родина: Тинівкові (Prunellidae)
- Тинівка альпійська, Prunella collaris
- Тинівка передньоазійська, Prunella ocularis
- Тинівка чорногорла, Prunella atrogularis
- Тинівка лісова, Prunella modularis

Родина: Горобцеві (Passeridae)
- Горобець саксауловий, Passer ammodendri
- Горобець хатній, Passer domesticus
- Горобець чорногрудий, Passer hispaniolensis
- Горобець каракумський, Passer zarudnyi
- Горобець польовий, Passer montanus
- Горобець скельний, Petronia petronia
- Горобець короткопалий, Carpospiza brachydactyla
- В'юрок сніговий, Montifringilla nivalis
- Ніверол афганський, Montifringilla theresae

Родина: Плискові (Motacillidae)
- Плиска гірська, Motacilla cinerea
- Плиска жовта, Motacilla flava
- Плиска жовтоголова, Motacilla citreola
- Плиска біла, Motacilla alba
- Щеврик азійський, Anthus richardi (A)
- Щеврик польовий, Anthus campestris
- Щеврик лучний, Anthus pratensis
- Щеврик лісовий, Anthus trivialis
- Щеврик червоногрудий, Anthus cervinus
- Щеврик гірський, Anthus spinoletta

Родина: В'юркові (Fringillidae)
- Зяблик звичайний, Fringilla coelebs
- В'юрок, Fringilla montifringilla
- Коструба арчева, Mycerobas carnipes
- Костогриз звичайний, Coccothraustes coccothraustes
- Чечевиця звичайна, Carpodacus erythrinus
- Чечевиця арчева, Carpodacus rhodochlamys
- Чечевиця афганська, Carpodacus grandis
- Урагус, Carpodacus sibiricus (A)
- Снігур звичайний, Pyrrhula pyrrhula (A)
- Чечевичник малиновокрилий, Rhodopechys sanguineus
- Bucanetes githagineus
- Снігар монгольський, Bucanetes mongolicus
- Rhodospiza obsoleta
- Зеленяк звичайний, Chloris chloris
- Чечітка гірська, Linaria flavirostris
- Коноплянка, Linaria cannabina
- Чечітка звичайна, Acanthis flammea (A)
- Шишкар ялиновий, Loxia curvirostra
- Щиглик звичайний, Carduelis carduelis
- Щедрик королівський, Serinus pusillus
- Чиж лісовий, Spinus spinus

Родина: Calcariidae
- Подорожник лапландський, Calcarius lapponicus (A)
- Пуночка снігова, Plectrophenax nivalis (A)

Родина: Вівсянкові (Emberizidae)
- Вівсянка чорноголова, Emberiza melanocephala
- Вівсянка рудоголова, Emberiza bruniceps
- Просянка, Emberiza calandra
- Вівсянка гірська, Emberiza cia
- Вівсянка сріблистоголова, Emberiza stewarti
- Вівсянка звичайна, Emberiza citrinella
- Вівсянка білоголова, Emberiza leucocephalos
- Вівсянка скельна, Emberiza buchanani
- Вівсянка сіра, Emberiza cineracea (A)
- Вівсянка садова, Emberiza hortulana
- Вівсянка очеретяна, Emberiza schoeniclus
- Вівсянка лучна, Emberiza aureola (A)
- Вівсянка-ремез, Emberiza rustica (A)